# Église Saint-Georges de Paldiski
L'église Saint-Georges de Paldiski (en estonien : Paldiski Püha Georgi kirik) est une église orthodoxe située à Paldiski en Estonie.

## Description
L'église Saint-Georges est utilisée par la paroisse Saint-Georges de Paldiski de l'archidiocèse de Tallinn d'EAÕK.
Le bâtiment de l'église à nef unique a un plan au sol traditionnel en forme de croix latine symétrique autour de l'axe central. L'église a un clocher-tour et une abside.
Les habitants de Paldiski et des villages environnants furent contraints de quitter Paldiski en mai-juin 1940.Le club naval soviétique a été installé dans l'église, l'iconostase et les biens de l'église ont été principalement transférés à l'église Saint-Jean-Baptiste de Nõmme.
Le premier service religieux dans la région libérée de Paldiski a eu lieu en 1994.

## Galerie

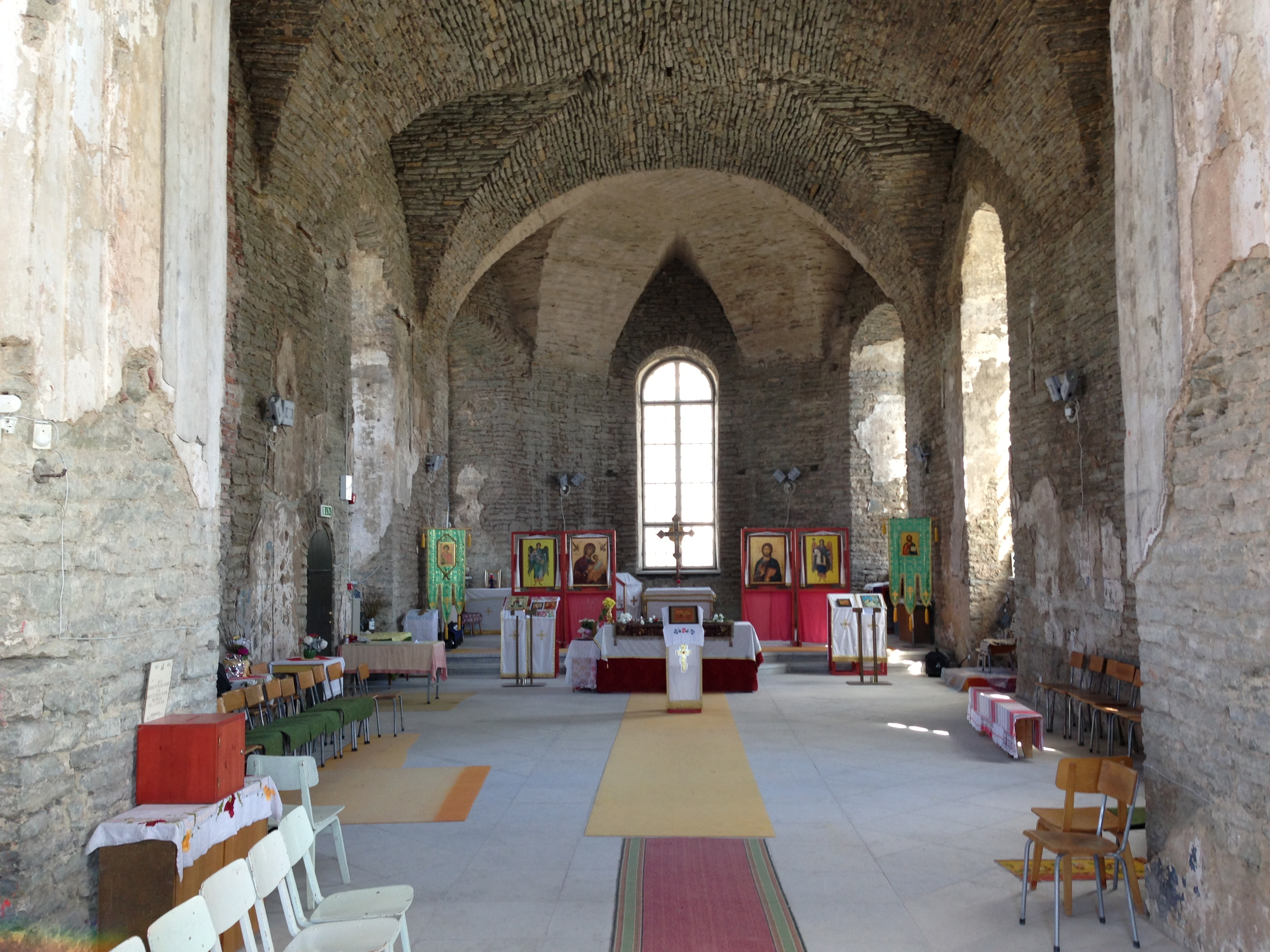
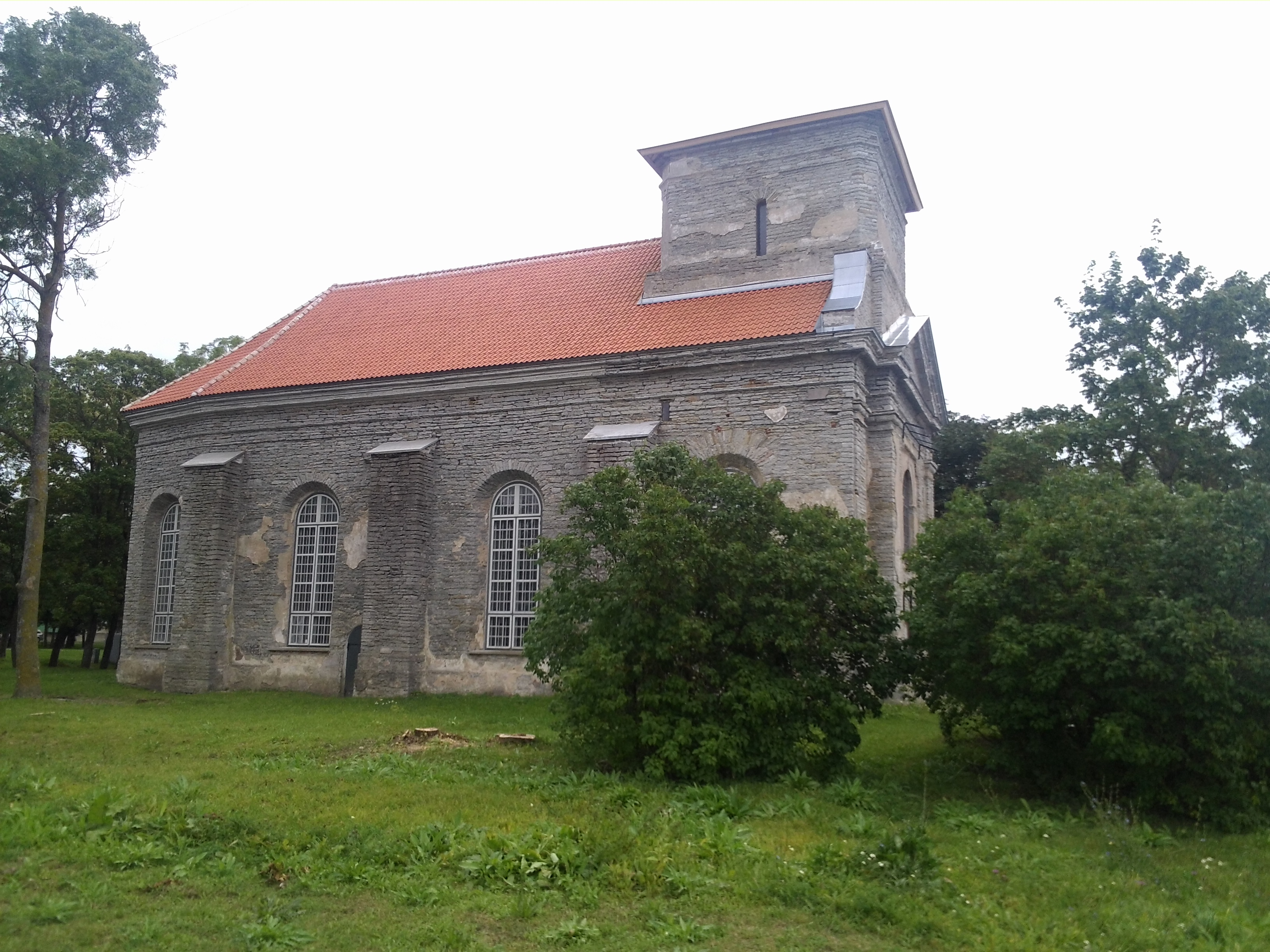
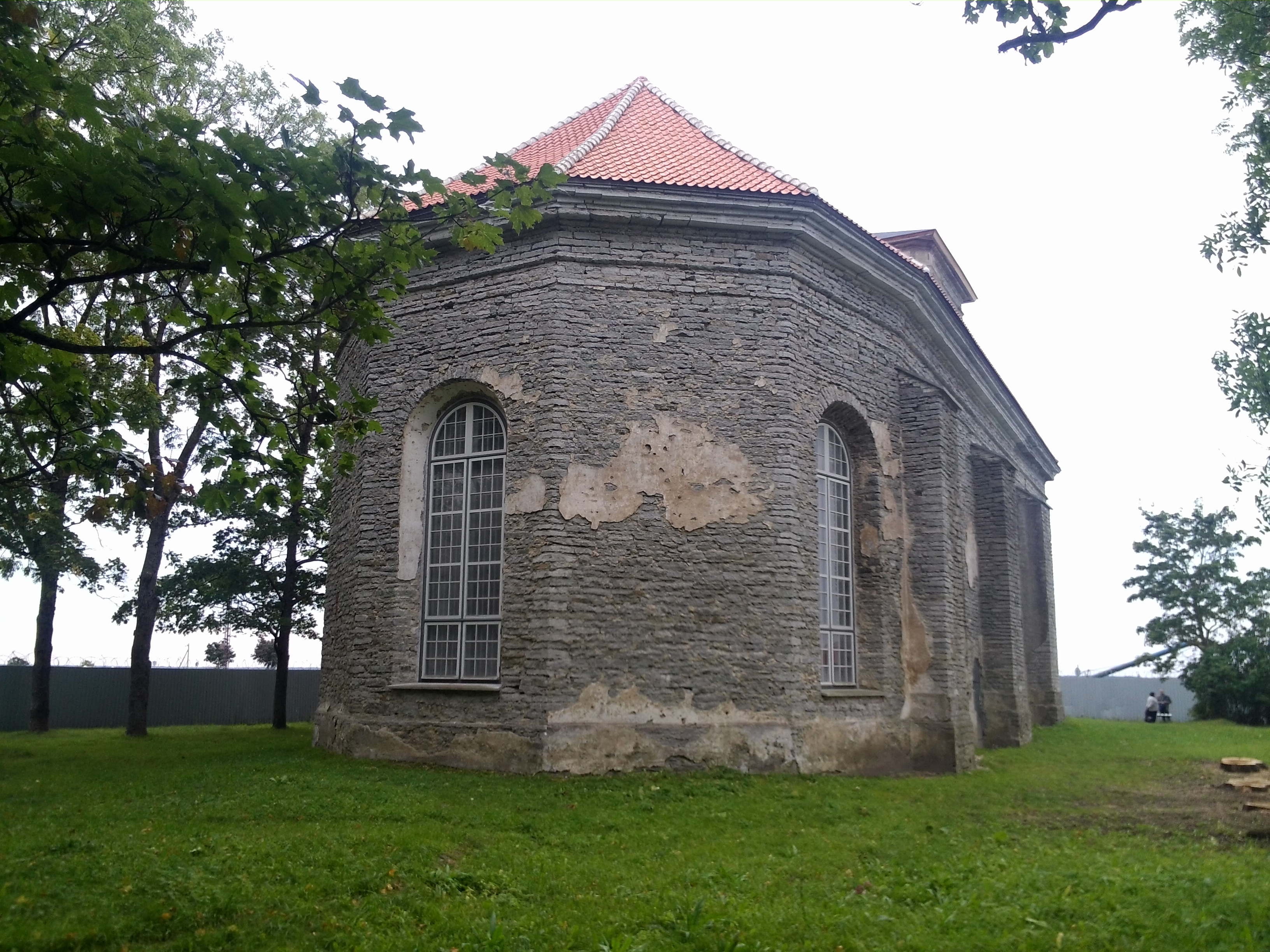